# Christen Press
Christen Annemarie Press (Los Angeles, 29 dicembre 1988) è una calciatrice statunitense, attaccante  dell'Angel City e della nazionale statunitense.

## Biografia
Christen Press è nata a Los Angeles da Cody e Stacy Press, ed è cresciuta a Palos Verdes Estates (un sobborgo di Los Angeles) insieme alle sorelle Tyler e Channing.
Press si è laureata presso Università di Stanford, dove ha militato dal 2007 a 2010 nei Stanford Cardinal di cui detiene ancora il titolo di capocannoniere di tutti i tempi, con 71 gol complessivi in carriera. Nel 2010 ha inoltre vinto il Trofeo Hermann come miglior giocatrice collegiale di calcio.
Nel 2019 Press, insieme alle compagne di nazionale Tobin Heath, Megan Rapinoe e Meghan Klingenberg, ha fondato il brand di moda gender-neutral Re-inc, di cui è anche Co-CEO.
Dal ottobre 2015 ha una relazione con Tobin Heath, giocatrice della Nazionale di calcio femminile degli Stati Uniti d'America e Co-CEO di Re-inc, relazione resa pubblica solamente il 20 luglio 2022 durante il red carpet dei premi ESPN.

## Carriera

### Club
La giocatrice conquista il primo trofeo in bacheca in Svezia nel 2012 con la squadra dei Göteborg dopo la vittoria della Coppa di Svezia.
Nel 2013-2014 approda con la maglia dei Tyresö FF segnando ben 25 reti in 26 presenze totali.
Fa ritorno nel paese Scandinavo nel 2018 dopo l'esperienza NWSL e con la squadra dei Göteborg in 8 presenze riesce ad andare a segno 4 volte.
Christen Press debutta successivamente in Inghilterra alla terza giornata di campionato 2020/21 nel corso del 77', in campionato con il Manchester United, trovando poi la vittoria di 3-0 con Brighton & Hove Albion.
Dopo un anno lontana dal calcio, nel 2022 torna negli Stati Uniti nell’Angel City. Purtroppo nel giugno del 2022 durante una partita contro il Racing Louisville ha subito un infortuni al crociato anteriore laterale del ginocchio (ACL), che l’ha costretta a quattro interventi chirurgici e due anni di riabilitazione. Press è riuscita a tornare in campo il 1 agosto 2024 dopo 781 dall’infortunio e il 12 ottobre 2024 al 97’ minuto contro il North Carolina Courage ha segnato il suo primo gol dal ritorno in campo.

### Nazionale
La ragazza degli Usa è nella lista con la Nazionale maggiore dal 2013.
Segna un gol contro l'Australia ai mondiali del 2015 durante la fase a gironi.  In semifinale segna un goal contro l'Inghilterra ai mondiali 2019 nel corso del decimo minuto.

## Palmarès

### Club
- Coppa di Svezia: 1

Kopparbergs/Göteborg: 2012

### Nazionale
- Campionato mondiale femminile di calcio: 2

Canada 2015, Francia 2019
- Bronzo olimpico: 1

Tokyo 2020
- CONCACAF Women's Championship: 2

2014, 2018
- Algarve Cup: 2

2013, 2015
- SheBelieves Cup: 4

2016, 2018, 2020, 2021
- Tournament of Nations: 1

2018

### Individuale
- Capocannoniere del campionato svedese: 1

2013
- Hermann Trophy: 1

2010